# 维希法国
维希法國（法語：Régime de Vichy；1940年7月10日－1944年8月20日），正式国名为法兰西国（État français），是第二次世界大战期间菲利普·贝当領導的國家政權，以其事實首都维希為名。該國屬於獨立的武裝中立國，但由於與德國嚴苛的停戰協議，有一半的本土領土被軍事佔領。1942年11月，德國及意大利進一步全境佔領维希法國的剩余地區以避免其倒向盟軍。
1940年6月，在「法国战役」法国即将战败时，总理保罗·雷诺辭職，由第一次世界大战的法國元帥菲利普·贝当繼任總理並向德國求和後，成立的中央集权、半「法西斯主义」政体。德国占领巴黎后，以菲利普·贝当为首的法国政府向德国投降。法國北部等地區被德國劃作由德軍控制的占領區，新政府則主要统治包括南部和阿爾及利亞三海外省的非占领区，即自由区，约占法国本土领土面积的40%。夏爾·戴高樂将军領導的「自由法國」與法國本土境內的法國抵抗運動在該國存在期間不斷反對該國政權和德軍。1944年6月，盟军在诺曼底登陆解放法國後，由戴高樂領導的「法蘭西共和國臨時政府」成立，在自由法國於普羅旺斯登陸開始解放法國南部時，維希政府於9月逃到德國西格馬林根。1945年4月，最后一批维希流亡者在西格马林根飞地被法國第一軍團俘虜。贝当被新的临时政府以叛国罪审判、判处死刑，但戴高乐将其改为终身监禁。

佔領區與自由區（德國自1942年11月11日起佔領整個法國、意大利則佔領了科西嘉島和隆河東面的地區）

## 歷史

### 背景
法國于1939年9月3日對德國宣戰，於1940年5月10日遭到德国入侵。德军通過低地国家進攻，法軍的大部隊前往比利時應敵，但德軍透過突破色当，成功包圍法國北部的盟軍部隊。至同年6月中旬，法国的军事形势十分严峻，所有的精銳和一線部隊皆在镰刀收割中覆滅，显然已无法赢得法国本土的战斗。此時由於即将战败，法国政府开始讨论停战的可能性，总理保罗·雷诺選擇撤退至法屬北非繼續抵抗，但最終由於不受支持而辞去总理职务，由第一次世界大战的戰爭英雄、法國元帥菲利普·贝当繼任總理，並向納粹德國求和。

### 成立
1940年6月22日，德法雙方簽訂停戰協定。法国向德国投降不久后，同年7月10日，法国国会在维希举行具争议性的投票，授予貝當一切立法、司法、行政及外交權力，选举他为國家元首。貝當政府改国号，建立一个中央集权的半「法西斯主义」政体，成立「維希法国」（因其行都在法国中部城市维希而得名，其法定首都仍为巴黎，贝当一直试图在时机适宜时使维希中央政府重回故都巴黎），实行法西斯独裁，国会僅为咨询机构。由于贝当被国民议会授予独裁权力，第三共和国被事實解散。當時，除英國之外的國家都承認维希政府為代表法國的政府。

### 衰敗
1942年11月8日，盟军在北非登陆（即「火炬行动」），而德国及義大利在該月11日执行「安東行動」攻占法国南部。尽管维希政府的管治實權及自主性因其武装力量“停战军”的解散而完全摧毀，但是1943年3月自由区与占领区分界线的废除，便利於它具備的名義管轄能力。维希政府在几乎全部的法国的领土行使名義上的司法管轄權，直到其政权在1944年6月盟军攻入法国后崩溃。
維希法國的合法性与贝当的领导权一直受到流亡的「自由法國」領導人夏爾·戴高樂将军的挑战，他主張自己是法国合法政府的代表。民意逐渐地转向反对维希政府和德国，在此期間，法國抵抗運動也在蓬勃发展。1944年6月，盟军藉由诺曼底登陆攻入法国，兩個月後，自由法國的部隊也登陸普羅旺斯，同年9月，法國全境幾乎被解放，夏爾·戴高樂宣布成立「法兰西共和国临时政府」。

### 解散
1944年8月20日，維希法國解散，政府在9月遷至德國的西格馬林根，次年4月解散。不少的維希政府官員在戰後都受到法國政府的通緝與囚禁，绝大多数维希政府的層峰人物被法国临时政府送上法庭，许多人因叛国罪、战争罪以及配合大屠杀而判處死刑，有数以千计為納粹服務者，被地方抵抗力量处决，而一些成员此后迁到德国西南部的西格马林根城堡暂驻。
之後，身為维希政府首腦之一的皮埃尔·赖伐尔于1945年10月9日，被巴黎高等法院以叛国罪判处死刑，當月15日被处决。貝當原本也遭求處死刑，而由於考量他擁有的一戰戰功之故，改處無期徒刑，而被囚禁於位於大西洋的利勒迪厄島上一個要塞，直到1951年病故。

维希法國时期，貝當的個人旗

## 領土管轄
人们普遍错误地认为：维希政府仅仅统治法国南部没有被占领的部分（被称为“自由区”），而德国直接统治占领区。事实上根据“和平条约”维希政府对法国本土中的绝大部分拥有民事管辖权和司法管轄權。仅仅是阿尔萨斯-洛林的边境领土才由德国直接统治，據条约规定，纳粹德国在第二次世界大战中获得胜利后，纳粹德国就会把北方军事管轄区归还于维希法国政府（包括巴黎），除了阿尔萨斯-洛林。仅仅阿尔萨斯-洛林会被永久割让于纳粹德国（人们普遍错误地认为法国北部会永远由纳粹德国统治）。相似地，法国位于阿尔卑斯山的一小片领土，在1940年6月到1943年9月被意大利王国直接统治。
當1942年，德國實行安東行動時，義大利軍队進駐科西嘉岛、土倫、格勒諾布爾及坎城等隆河以東的南部城市，也佔领摩納哥公國。法国剩下的领土上的官员们都听命于维希政府。维希政府的警察首脑勒内·布斯凯在巴黎，通过他的副官让·勒盖（吉恩·莱瓜伊）直接行使权力，后者负责与纳粹协调行动。在被納粹德國占领的领土上，德国法规高于法国法规，而且维希政府的官员也经常受到德国人的欺凌。

## 施行政策
维希政府核心政治理念“国家革命”是一场反启蒙、反自由民主、反共和国运动。主张废除法兰西第三共和国的自由民主制度，高举“家庭、工作、祖国”三大口号，崇尚保守主义和传统天主教价值观，推崇等级秩序、强调服从与牺牲，反对自由主义、女性权益、犹太人和工会，将个人崇拜集中于贝当本人。在1940年，贝当被大众視為戰爭英雄、凡尔登战役的胜利者。他是一位有反民主倾向的军人，是法兰西第三共和国最后一任总理。貝當認為，法国之所以在戰爭中迅速溃败，應归咎于法兰西第三共和国的民主制度。因此，他推翻许多自由主义政策，并开始严格监管经济。保守的天主教徒成為主流，媒体被严格控制，並用於宣传反犹太主义，在1941年6月巴巴羅薩行動开始后，也宣传反共產主义。维希法国推崇圣女贞德以排挤玛丽安娜，并利用贞德死于英法百年战争这一点制造反英情绪。
納粹德國當時扣留約200万名法国战俘，并对法国青年男子实施强迫劳动，法軍士兵則被扣为人质，以确保维希减少其军事力量，并向德国支付大量黄金、粮食和物资贡品；而贝当選擇与軸心國合作，以换取德國和意大利不瓜分法国的承诺。维希政府协助抓捕犹太人、吉普賽人和其它“不良分子”，法国警察被命令围捕犹太人和其他「不受欢迎的人」，如共产主义者和政治难民，结果至少有72,500名犹太人被杀害。在叙利亚殖民地和米尔斯克比尔之战等情形下，维希法国和同盟国也有交战。
总体而言，维希法国是法西斯主义和贵族反动主义的混合体，仍赢得許多法国民众的支持，因为他们把支持纳粹主义視為保持法国独立和领土完整的必要手段。而停战条款也為法國带来某些好处，如将法国的海军和殖民帝国保持在法国政府的控制之下，避免納粹德国全面占领该国，法国因此得以保持一定程度的独立和中立。尽管压力很大，维希的法国政府从未加入軸心國，在形式上仍与德国处于战争状态。尽管维希政府宣称保持中立，然而事实上积极与德国合作，包括配合後世稱其為「納粹大屠殺」的纳粹种族政策。

## 政權定位
维希政府被美国、加拿大等国承认为法国的合法政府，直到1944年10月23日，尽管这些国家正在与德国和義大利作战。英国则至少在维希政府总理皮埃尔·赖伐尔明确地准备与德国合作之前，与其保持了非官方的联系。甚至在此之后，在自由法国与维希法国之间，英国仍然保持一种矛盾的态度。
尽管维希政府自称为法国的合法政府，但是戴高乐領導的自由法国以及后来的法国政府坚持认为维希政府是一个由叛国者组成的傀儡政府。历史学家还在就1940年7月10日的那场投票的具体情况争论，那次投票授予贝当全部权力。支持维希政府为非法政府这一观点的证据，主要是投票中受到维希法国总理皮埃尔·赖伐尔的压力，最終投下反對票的80名代表和參議員被稱為维希80人，同時還有27位代表和参议员因逃亡在外而缺席投票。